# کونکا بولوزا

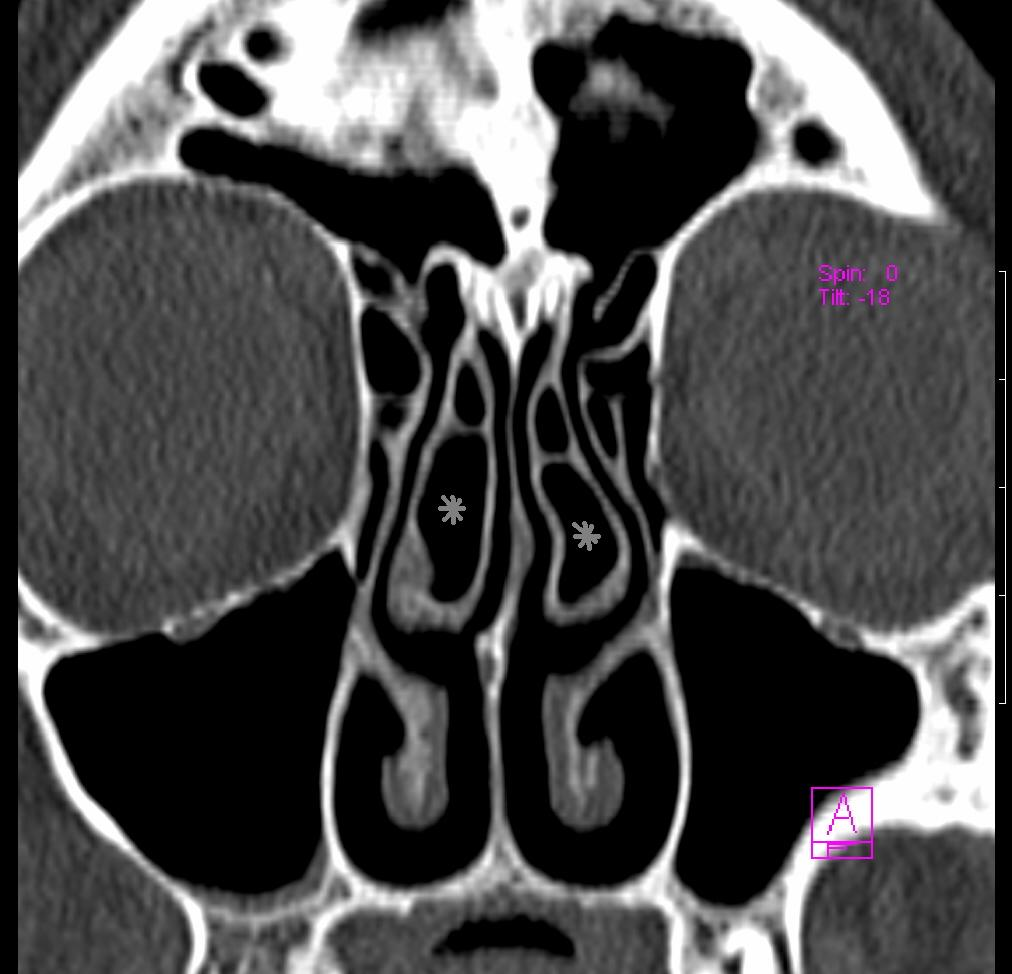
کونکا بولوزای دوطرفه (علامت ستاره) در برش تاجی (کرونال) یک سی تی اسکن از سینوس‌ها.

کونکا بولوزا (Concha bullosa) یا تاول شاخکی یک حفره پُرهوا (پنوماتیزه) در داخل شاخک (توربین) های بینی انسان است. بولوزا به حفره پر از هوا در وسط شاخک اشاره دارد و یک واریانت آناتومیک طبیعی است که در نیمی از جمعیت ها دیده می شود. گاهی اوقات، برآمدگی یک کونکا بولوزا بزرگ ممکن است باعث انسداد دهانه سینوس مجاور، آپنه خواب یا سایر اختلال تنفسی مرتبط با عصب سه قلو شود. در چنین مواردی می توان سایز شاخک را با برداشتن به روش جراحی آندوسکوپی بینی (توربینکتومی) کاهش داد. وجود کونکا بولوزا اغلب با انحراف تیغه بینی به سمت طرف مقابل همراه است.
مروری بر جراحی های دیواره بینی نشان می‌دهد که در ۶۵ تا ۸۵ درصد از جراحی‌ها، مشکل تنفسی و آپنه خواب تا حدی تسکین می یابد. بیماران داری کونکا بولوزای بزرگ باید از نظر وجود مشکل تنفسی بررسی شوند زیرا احتمالا مجاری تنفسی بینی در اثر التهاب مسدود می شوند.
برخی متخصصان می‌گویند درد ناشی از کونکا بولوزا در صورتی که کونکا بولوزا کوچک باشد و راه هوایی را مسدود نکرده باشد، با جراحی از بین نمی‌رود بلکه جراحی تنها می‌تواند به بهبود مشکل تنفس کمک کند.
در یک مقاله مروری بر روی پانزده مقاله مجلات جراحی دیگر، پس از درمان جراحی، نمره درد میگرن (MIDAS) در بیماران دارای درجه درد شدید (۳ و ۴) از ۸۸ نفر به ۴ نفر کاهش یافت و به طور متناظر بیمارانی که درجه درد ۱ و ۲ را گزارش کردند از ۳۲ نفر (۲۷٪) به ۹۱ نفر (۷۶٪) افزایش یافتند (P <0.001).

## مراجع
1. 1 2  Hatipoğlu, HG; Cetin, MA; Yüksel, E (Sep 2005). "Concha bullosa types: their relationship with sinusitis, ostiomeatal and frontal recess disease" (PDF). Diagnostic and Interventional Radiology. 11 (3): 145–9. PMID 16206055.
2. 1 2  Cantone, E (Jul 2015). "Concha bullosa related breathing disorder disability". European Review for Medical and Pharmacologic Sciences. 19 (13): 2327–2330. PMID 26214765 – via PMID 26214765.
3. ↑  Stallman, JS; Lobo, JN; Som, PM (Oct 2004). "The incidence of concha bullosa and its relationship to nasal septal deviation and paranasal sinus disease". American Journal of Neuroradiology. 25 (9): 1613–8. PMC 7976404. PMID 15502150.
4. ↑  ePainAssist, Team (November 6, 2015). "|Causes|Symptoms|Signs|Treatment|Diagnosis".
5. ↑  "MIDAS (Migraine Disability Assessment) | QxMD". Calculate by QxMD.